# کوین هورلاک
کوین هورلاک (انگلیسی: Kevin Horlock؛ زادهٔ ۱ نوامبر ۱۹۷۲) بازیکن فوتبال اهل بریتانیا است.
از باشگاه‌هایی که در آن بازی کرده است می‌توان به باشگاه فوتبال اسکانتورپ یونایتد، باشگاه فوتبال منزفیلد تاون، باشگاه فوتبال نیدهام مارکت، باشگاه فوتبال دونکستر راورز، باشگاه فوتبال سوئیندون تاون، باشگاه فوتبال منچستر سیتی، باشگاه فوتبال ایپسویچ تاون، و باشگاه فوتبال وستهام یونایتد اشاره کرد.
وی همچنین در تیم ملی فوتبال ایرلند شمالی بازی کرده است.